# Necropoli megalitica della Forca
La necropoli megalitica della Forca si trova all'isola d'Elba, sull'altopiano soprastante le Piane alla Sughera e nel territorio comunale di Campo nell'Elba, all'altitudine di 430 metri. 
Il sito ospita alcune tombe a cassone in granodiorite locale con segnacoli verticali (menhir). L'intero complesso è, come quello delle sottostanti Piane alla Sughera, riconducibile alla cosiddetta Cultura di Arzachena-Ozieri, sviluppatasi nella Sardegna settentrionale.